# Oscar Magnuson
Tord Oscar Fredrik Magnuson, född 20 juni 1977 i Hovförsamlingen, Stockholms län, är en svensk industridesigner. Han är son till prinsessan Christina och hennes make Tord Magnuson samt systerson till kung Carl XVI Gustaf. Han är fadder till sitt kusinbarn prins Oscar.

## Biografi
Magnuson är utbildad vid Konstfack i Stockholm samt Istituto Europeo di Design i Milano, där han även studerade möbeldesign. Han har arbetat som designer på Electrolux men är främst känd för sin glasögondesign.